# Gwang-sik dongsaeng Gwang-tae
Gwang-sik dongsaeng Gwang-tae (광식이 동생 광태?), noto anche con il titolo internazionale When Romance Meets Destiny, è un film del 2005 scritto e diretto da Kim Hyun-seok.

## Trama
Gwang-sik non ha mai avuto successo con le ragazze, mentre al contrario per il fratello minore Gwang-tae è difficile evitare di passare con loro la notte; entrambi incontrano delle ragazze che rimetteranno però in discussione numerose loro precedenti convinzioni.